# Дизање тегова на Летњим олимпијским играма 1896 — дворучно за мушкарце
Дворучно дизање тегова за мушкарце је било једна од две дисцпилине у дизању тегова на програму Олимпијских игара 1896. у Атини. У првој серији су сви такмичари имали по три покушаја. Сви такмичари су морали завршити први покушај да би почео други покушај. По завршеној првој серији, тројица са најбољим пласманом су у другој серији добијали по још три покушаја.
Ова дисциплина је била прва на програму такмичења у дизању тегова. Одржана је 7. априла 1896. на стадиону Панатинаико уз учешће шест такмичара из пет земаља. Виго Јенсен из Данске и Лонстон Елиот из Уједињеног Краљевства су остварили исти резултат, подигавши тежину од 111,5 кг. Одлуку о победнику је донео Принц Ђорђе, син грчког Краља Ђорђа I, на основу приказане форме оба такмичара. За победника је прогласио Вига Јенсена. Званичници из делегације Уједињеног Краљевства су се жалили на одлуку, јер су је сматрали пристрасном. Принц Ђорђе је био унук данског Краља Кристијана IX. Тражили су да оба такмичара добију по још један покушај, па да онај који оствари бољи резултат у последњем покушају буде проглашен победником. Њихова жалба је била одбијена. Јенсен је зарадио повреду у овој дисциплини и то га је спречило да пружи максимум на такмичењу у једноручном дизању тегова.

## Земље учеснице
- Данска (1)
- Немачко царство (1)
- Уједињено Краљевство (1)
- Грчка {2}
- Мађарска (1)

## Освајачи медаља
|                    |                                    |                       |
| Виго Јенсен Данска | Лонстон Елиот Уједињено Краљевство | Сотириос Версис Грчка |

## Резултати и коначан пласман
| Место | Такмичар                           | Резултат |
| ----- | ---------------------------------- | -------- |
|       | Виго Јенсен Данска                 | 111,5 кг |
|       | Лонстон Елиот Уједињено Краљевство | 111,5 кг |
|       | Сотириос Версис Грчка              | 90,0 кг  |
| 4.    | Јоргос Папасидерис Грчка           | 90,0 кг  |
| 5.    | Карл Шуман Немачко царство         | 90,0 кг  |
| 6.    | Момчило Тапавица Мађарска          | 80,0 кг  |